# レインディア・ゲーム
『レインディア・ゲーム』（Reindeer Games、別題：Deception）は、2000年のアメリカ映画。ジョン・フランケンハイマー監督最後の劇場映画作品でもある。
キャッチ・コピーは「罠は仕掛けられた。ルールなしの6日間！」。

## ストーリー
クリスマスも近い日。出所したルーディ（ベン・アフレック）は、刑務所の門の前で、同房で同日に出所予定だった親友ニック（ジェームズ・フレイン）の文通相手アシュリー（シャーリーズ・セロン）の姿を目撃する。ニックは出所前日、ルーディの目の前でナイフで刺され命を落とした。房の壁にニックが貼ったアシュリーの写真を眺めるうち自分も彼女に惚れてしまっていたルーディは、後ろめたさを抱えつつニックと偽りアシュリーに接近、結ばれる。
しかし、アシュリーの兄ガブリエル（ゲーリー・シニーズ）が現れ事態は暗転。トラック運転手で銃の密売人のガブリエルは、アシュリーが受け取っていた手紙の内容からニックの以前の勤め先のカジノの警備の甘さを知り、襲撃計画を立てていたのだ。一度は自分の素性を明かしかけたルーディだが、それでは殺されるだけと悟り、ニックになりすまして乗り切ろうとする。車泥棒としての腕を駆使して一味から逃亡を試みるが何度も失敗。決行前日、ルーディはアシュリーとガブリエルが実は兄妹ではなく恋人同士だと知る。アシュリーは最初からニックを騙してカジノ襲撃に引き込む計画だったのだ。
決行当日のクリスマス。一味とルーディはサンタクロース姿の客としてカジノに潜入し、襲撃を開始する。機転を利かせて逃亡を図ったルーディだが、またしても捕まり、ガブリエルとアシュリーのトラックに乗せられ集合地点へ。ルーディはここで、思いもよらぬ真相と真の黒幕の存在を知らされることになる。

## 登場人物
ルディ・ダンカン
演 - ベン・アフレック
出所した男。車泥棒の罪で入獄した。死んだニックのためにニックになりかわり、アシュリーと交流するが事件に巻き込まれてしまう。悪事を働いたが自分が危ない立場にいても必要以上の犠牲を出さないために行動できる果敢な性格。また、強欲でもなくラストでメンバーたちの中で自分だけ生き残ったことで金を独占する形となったが、その金を故郷の住宅街のポストに一つずつ札束を入れるなど人間的に優れている。
アシュリー
演 - シャーリーズ・セロン
ルディの親友であるニックが文通していた女。実はニックがカジノに勤めていた経歴を利用して、そのカジノを仲間とともに強盗することを企んでいた。
ガブリエル
演 - ゲイリー・シニーズ
アシュリーの兄。トラックの運転手だが銃の密売人でもある。実はアシュリーとは兄妹ではなく恋人。障害とみなせば躊躇なく殺害する冷酷な男。
ニック
演 - ジェームズ・フレイン
ルディの親友。出所前日にルーディの目の前でナイフで刺されて死亡。以前はカジノに勤めていた。実は生きておりアシュリーと協力していた。
メルリン
演 - クラレンス・ウィリアムズ3世
ガブリエルの仲間。
パグ
演 - ドナル・ローグ
ガブリエルの仲間。
ジャンピー
演 - ダニー・トレホ
ガブリエルの仲間。

## キャスト
| 役名             | 俳優                        | 日本語吹替 | 日本語吹替   |
| 役名             | 俳優                        | ソフト版   | テレビ朝日版 |
| ---------------- | --------------------------- | ---------- | ------------ |
| ルディ・ダンカン | ベン・アフレック            | 成田剣     | 堀内賢雄     |
| アシュレー       | シャーリーズ・セロン        | 岡寛恵     | 松本梨香     |
| ガブリエル       | ゲイリー・シニーズ          | 谷口節     | 小川真司     |
| ニック           | ジェームズ・フレイン        | 水野龍司   | 森川智之     |
| メルリン         | クラレンス・ウィリアムズ3世 | 手塚秀彰   | 石塚運昇     |
| パグ             | ドナル・ローグ              | 中田和宏   |              |
| ジャンピー       | ダニー・トレホ              | 宝亀克寿   |              |
| バンクス         | デニス・ファリーナ          | 有本欽隆   | 堀勝之祐     |

- テレビ朝日版：初回放送2002年12月15日『日曜洋画劇場』

演出：向山宏志、翻訳：徐賀世子、調整：栗林秀年、効果：VOX、製作：スケアクロウ

## スタッフ
- 監督：ジョン・フランケンハイマー
- 製作：マーティ・カッツ、クリス・ムーア、ボブ・ワインスタイン
- 脚本：アーレン・クルーガー
- 撮影：アラン・カーソ
- 音楽：アラン・シルヴェストリ
- 美術：バーバラ・ダンフィ
- 編集：トニー・ギブス、マイケル・カーン
- 衣裳：メイ・ルース
- 提供：ディメンション・フィルムズ、マーティ・カッツ・プロダクションズ

## 評価
この映画には否定的な評価が寄せられ、4200万ドルの予算に対し、全世界での興行収入は3200万ドルと、興行成績も失敗に終わった。映画レビューサイトRotten Tomatoesでは、87のレビューのうち  25%が肯定的な批評を下しており、平均点は10点満点中4.2点だった。批評家からのレビューを基に、100点満点から加重平均で点数をつけるレビューサイトMetacriticでは、33のレビューが寄せられ,100点満点中37点という点数がつけられた.。アシュレー役のシャーリーズ・セロンは、「この映画はいい映画じゃないけど、ジョン・フランケンハイマー監督が大好きだったから出演したの。」と、自分が出た映画の中でこの映画が最もひどいことを話した。ニュースサイトCNNに寄せられた批評には、「この映画はフランケンハイマー監督の限界を見せたわけではないが、それに近いものがあった」というものがあった。